# Alessandro Petacchi
Alessandro Petacchi (La Spezia, 3 de janeiro de 1974) é um ciclista profissional italiano.
Representa actualmente a equipa de ciclismo Lampre - Fondital. Até 2005, fez parte da equipa italiana Fassa Bortolo, que ficou conhecida pelo chamado "comboio" que impunha nos finais das etapas, controlando os restantes sprinters e lançando Petacchi para dezenas de vitórias.
Alessandro Petacchi é conhecido por ser um dos maiores especialistas mundiais de sprint. Já ganhou dezenas etapas em todas as Grandes Voltas, destacando-se a prestação no Giro D'Italia de 2004, onde ganhou 9 etapas. 

## Principais resultados

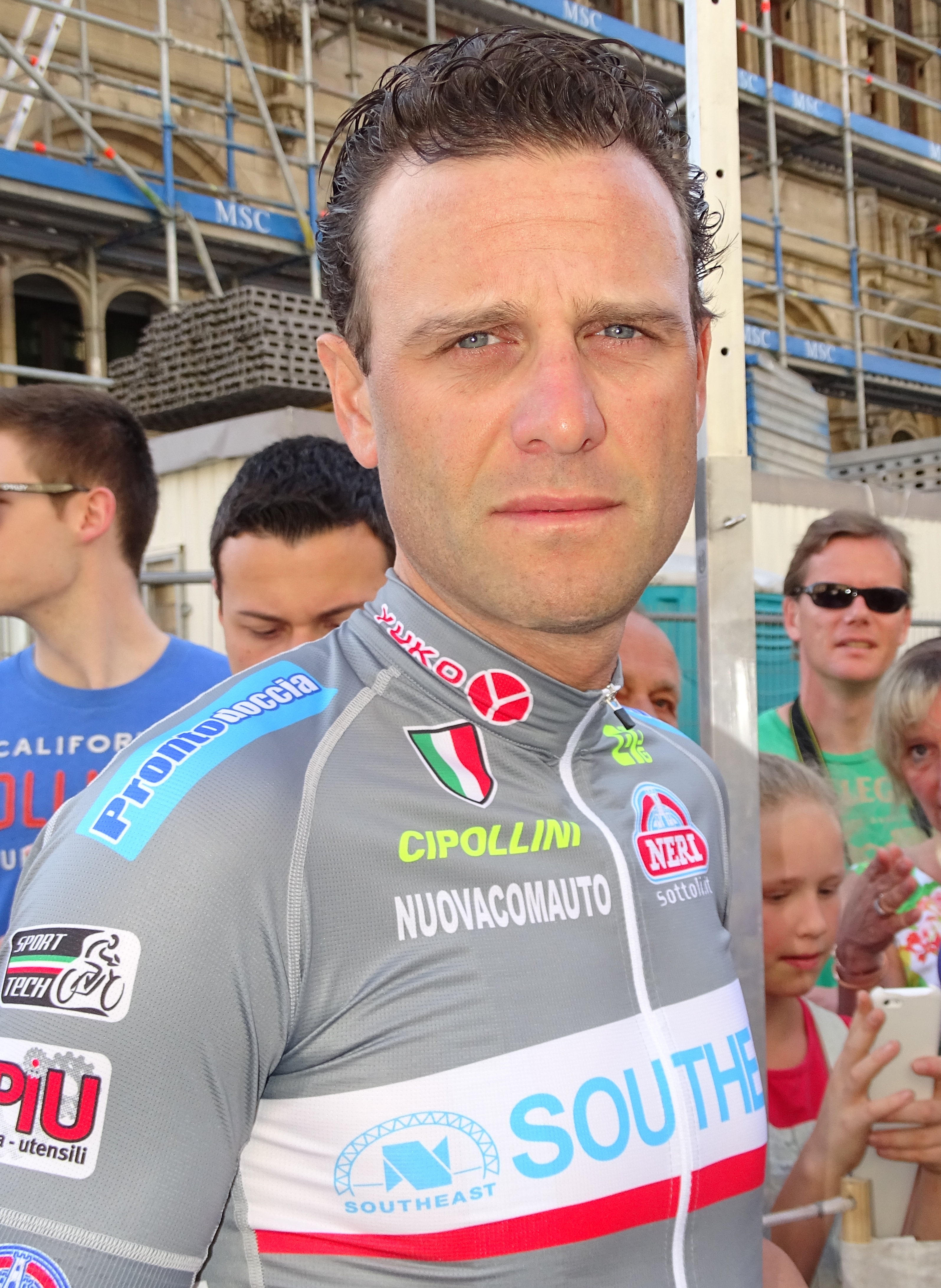
Alessandro em 2015

- 16 vitórias em etapa na Vuelta a España
- 24 vitórias em etapa na Giro d'Italia
- 4 vitórias em etapa no Tour de France
- 3 vitórias em etapa na Volta ao Algarve e consequente vitória na Geral Final.
- Vencedor em 2005 da Milão-Sanremo.
- Em 2010 foi campeão por pontos do Tour de France.